# Лебедев, Михаил Григорьевич (легкоатлет)
Михаи́л Григо́рьевич Ле́бедев (род. 1950) — советский легкоатлет, специалист по бегу на короткие дистанции. Выступал за сборную СССР по лёгкой атлетике в конце 1960-х — середине 1970-х годов, чемпион Европы среди юниоров, чемпион СССР, серебряный призёр Спартакиады народов СССР, победитель первенств всесоюзного значения. Представлял Москву и Вооружённые силы.

## Биография
Михаил Лебедев родился в 1950 году. Занимался лёгкой атлетикой в Москве, выступал за Советскую Армию.
Первого серьёзного успеха добился в сезоне 1968 года, когда вошёл в состав советской сборной и выступил на Европейских юниорских легкоатлетических играх в Лейпциге — в беге на 200 метров стал серебряным призёром, тогда как в зачёте эстафеты 4 × 100 метров вместе с соотечественниками Александром Корнелюком, Валерием Борзовым и Сергеем Коровиным одержал победу.
В 1969 году с московской командой выиграл эстафету 4 × 100 метров на чемпионате СССР по эстафетному бегу в Ужгороде.
В 1975 году на чемпионате страны в рамках VI летней Спартакиады народов СССР в Москве завоевал серебряную награду в программе эстафеты 4 × 100 метров.
В 1976 году с армейской командой получил серебро в эстафете 4 × 100 метров на чемпионате СССР по эстафетному бегу в Ереване.
На чемпионате СССР 1977 года в Москве взял бронзу в эстафете 4 × 100 метров.
Старший брат Александр (род. 1946) — так же титулованный бегун-спринтер, серебряный призёр чемпионата Европы.